# Arthur Serratelli
Arthur Joseph Serratelli (ur. 18 kwietnia 1944 w Newark, New Jersey) – amerykański duchowny katolicki, biskup Paterson w metropolii Newark w latach 2004–2020.

## Życiorys
Urodził się w rodzinie pochodzenia włoskiego. Do kapłaństwa przygotowywał się w Mathaw, a także w Rzymie w Kolegium Ameryki Płn. Ukończył również Papieski Uniwersytet Gregoriański. Święcenia kapłańskie otrzymał w bazylice św. Piotra z rąk bpa Francisa Reh w dniu 20 grudnia 1968. Wraz z nim wyświęceni zostali przyszli biskupi: John Gaydos i Richard Pates. Po powrocie do kraju służył w rodzinnej archidiecezji Newark. Skierowany na dalsze studia do Wiecznego Miasta, uzyskał doktorat z teologii i licencjat z Pisma Świętego. Był m.in. rektorem Immaculate Conception Seminary, członkiem Kolegium konsultorów i kilku rad archidiecezjalnych. Od 1998 nosił tytuł prałata.
3 lipca 2000 otrzymał nominację na biskupa pomocniczego Newark ze stolicą tytularną Enera. Sakry udzielił mu ówczesny metropolita Theodore McCarrick. 1 czerwca 2004 mianowany ordynariuszem Paterson. 6 lipca 2004 odbył się ingres.
15 kwietnia 2020 papież Franciszek przyjął jego rezygnację z pełnionego urzędu złożoną ze względu na wiek.